# Walter Lambeth
John Walter Lambeth (* 10. Januar 1896 in Thomasville, Davidson County, North Carolina; † 12. Januar 1961 in Washington, D.C.) war ein US-amerikanischer Politiker. Zwischen 1931 und 1939 vertrat er den Bundesstaat North Carolina im US-Repräsentantenhaus.

## Werdegang
Walter Lambeth besuchte die öffentlichen Schulen seiner Heimat und studierte danach bis 1916 am Trinity College in Durham. Später studierte er auch an der Harvard University. Während des Ersten Weltkrieges war er seit Januar 1918 Soldat der US Army. Dabei kam er in Europa zum Einsatz. Zwischen 1919 und 1930 arbeitete Lambeth als Möbelschreiner. Außerdem wurde er im Bankgewerbe tätig. Politisch war er Mitglied der Demokratischen Partei. Im Jahr 1921 wurde er in den Senat von North Carolina gewählt; von 1925 bis 1929 war er Bürgermeister der Stadt Thomasville.
Bei den Kongresswahlen des Jahres 1930 wurde Lambeth im siebten Wahlbezirk von North Carolina in das US-Repräsentantenhaus in Washington gewählt, wo er am 4. März 1931 die Nachfolge von Hinton James antrat. Nach drei Wiederwahlen konnte er bis zum 3. Januar 1939 vier Legislaturperioden im Kongress absolvieren. Seit 1933 vertrat er dort als Nachfolger von Robert L. Doughton den achten Distrikt seines Staates. Während Lambeths Zeit als Kongressabgeordneter wurden die meisten der New-Deal-Gesetze der Bundesregierung verabschiedet. Im Jahr 1933 wurden der 20. und der 21. Verfassungszusatz ratifiziert.
Im Jahr 1938 verzichtete Walter Lambeth auf eine weitere Kongresskandidatur. Nach seinem Ausscheiden aus dem US-Repräsentantenhaus zog er sich aus der Politik zurück und widmete sich seinen privaten Angelegenheiten. Er starb am 12. Januar 1961 in der Bundeshauptstadt Washington.